# 川崎大治
川崎 大治（かわさき だいじ（たいじ）、本名：池田 政一（いけだ まさかず）、1902年3月29日 - 1980年8月8日）は、日本の児童文学作家。プロレタリア児童文学の運動にも関わった。また、紙芝居の制作にも携わり、第二次世界大戦後の民主主義教育の普及にも貢献した。

## 略歴
北海道札幌市生まれ、旭川市出身。幼少期は巖谷小波に関心をもち、図書館に通って巌谷の本を二百冊以上読んでいた。1919年に北海道庁立旭川中学校を卒業後に上京、巌谷小波のもとを訪ねて師事。早稲田第二高等学院を経て早稲田大学文学部英文学科卒業。在学中に大杉栄の全集を読んで影響を受け、早大童話会にも所属していた。また巌谷の翻訳業の下請けをして学費や生活費を稼いでいた。
1926年に早稲田大学を卒業後、東京大学文学部の聴講生として通い、サンスクリット語などを学んだ。1929年に新興童話作家連盟に加入、童謡などを発表した。
1930年に、日本プロレタリア作家同盟に加入、『戦旗』などに作品を発表した。また1931年に、槇本楠郎との共著で『小さい同志』を刊行。直ちに発売禁止となった。1933年に検挙され、留置場生活を送ったが、同年中に釈放。なお、留置場生活中に巌谷小波の死を知ることとなった。
1935年に童話作家協会に加入。『文学評論』などに作品を発表していた。1937年に結婚し、1942年に長男が誕生、つづく1943年に次男が誕生。戦時中は一時東京都西多摩郡に疎開していたが、1952年から再び一家揃っての生活を送った。戦後、日本児童文学者協会の設立に関わり、後年同協会の会長も務めた。1947年に紙芝居「狼の裁判」を発表。民主教育を掲げた戦後を代表する紙芝居として全国各地で上演された。
1962年、東京家政大学の講師となり、翌年教授に就任。このころから民話の研究なども進め、各地の民話を収集した。
1976年に脳内出血で入院し、年末に退院。1980年8月8日、死去。

## 主な著作
- 『小さい同志』（槇本楠郎共著、自由社） 1931年
- 『マキバノウタ』（泰光堂） 1944年
- 『ムラノコドモカイ』（啓文館） 1947年
- 『こぐまのぼうけん』（啓文館） 1947年
- 『トロッコと木いちご』（青葉書房） 1957年
- 『織田信長』（偕成社） 1959年
- 『孫悟空』（蕗谷虹児絵、講談社） 1962年
- 『おはなしだいすき』（童心社） 1964年
- 『夕焼けの雲の下』（大日本図書） 1970年
- 『日本のふしぎ話 - 川崎大治民話選』（童心社） 1971年
- 『かじかびょうぶ』（太田大八絵、童心社） 1975年